# Michal Pacholík
Michal Pacholík (* 8. červen 1982, Třebíč) je český fotbalista a bývalý hráč FC Vysočina Jihlava.

## Kariéra
Začínal v Třebíči odkud v roce 2002 přestoupil do Jihlavy, se kterou dospěl k největšímu úspěchu pro Kraj Vysočina postup do nejvyšší soutěže, z této hned po roce sestoupili. V roce 2007 přestoupil do FC Dosta Bystrc-Kníničky.